# Кобилка, Брайан
Брайан Ко́билка (англ. Brian Kobilka; род. 30 мая 1955, Литл-Фолс, Миннесота) — американский кристаллограф, лауреат Нобелевской премии по химии за 2012 год (совместно с Робертом Лефковицем) — «за исследования рецепторов, связанных с G-белками».
Член Национальной академии наук США (2011), доктор медицины, профессор Стэнфорда.

## Биография
Родился в городке Литл-Фолс. Окончил Дулутский университет Миннесоты, где получил степень бакалавра. Затем с отличием окончил медицинский факультет Йельского университета. После прохождения резидентуры (аналог ординатуры) на медицинском факультете Университета Вашингтона в Сент-Луисе устроился исследователем под руководством Роберта Лефковица в Университете Дьюка. Проводил там клонирование β2-адренергических рецепторов. В 1989 году переехал в Стэнфорд. В 1987—2003 годах исследователь Медицинского института Говарда Хьюза.
Известность Брайану Кобилке принесло исследование структуры и функциональности рецепторов, сопряжённых с G-белком. В частности, группе Кобилки удалось определить молекулярную структуру β2-адренергических рецепторов.
В 2016 году подписал письмо с призывом к Greenpeace, Организации Объединенных Наций и правительствам всего мира прекратить борьбу с генетически модифицированными организмами (ГМО).
В 1994 году Кобилка получил премию имени Джона Абеля по фармакологии. В 2007 году журнал Science обозначил его исследование структуры GPCR-рецепторов как второй по значимости научный прорыв года.
- Pharmacology Krebs Lecture, Вашингтонский университет (2010)
- Earl and Thressa Stadtman Distinguished Scientist Award (2013)
- Villanova University Mendel Medal (2015)

### Семья
Его дед — Феликс Кобилка (1893—1991) и отец — Франклин Кобилка (1921—2004), как и он сам родились в городке Литл-Фолс и работали в пекарне. Его бабушка, Изабелла Сьюзан Кобилка (урождённая Медведь, 1891—1980), происходила из прусских семей Медведь и Кивель, с 1888 года управлявших исторической пивоварней Kiewel Brewery в Литл-Фолс. Мать Брайана — Бетти Кобилка (урождённая Фауст, род. 1930).
Со своей женой, Тун Сунь Тянь (англ. Tong Sun Thian), он встретился в Дулутском университете. У них есть двое детей.